# Tumba de Julio II

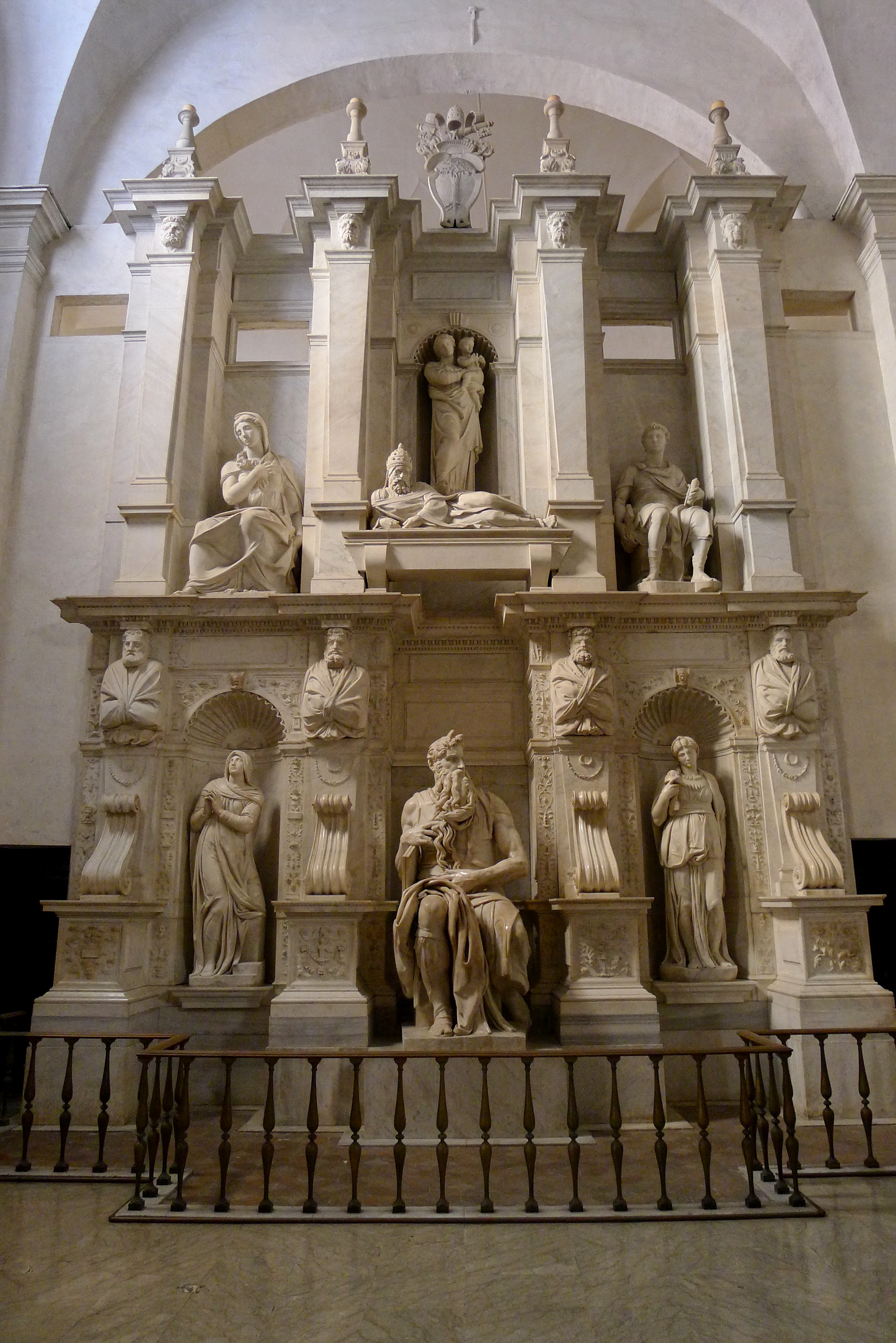
El monumento en su aspecto actual, con el Moisés en el centro, flanqueado por la Raquel y la Lea; en el cuerpo superior, entre el Profeta y la Sibila, la imagen de Julio II y sobre él la Virgen con el Niño.

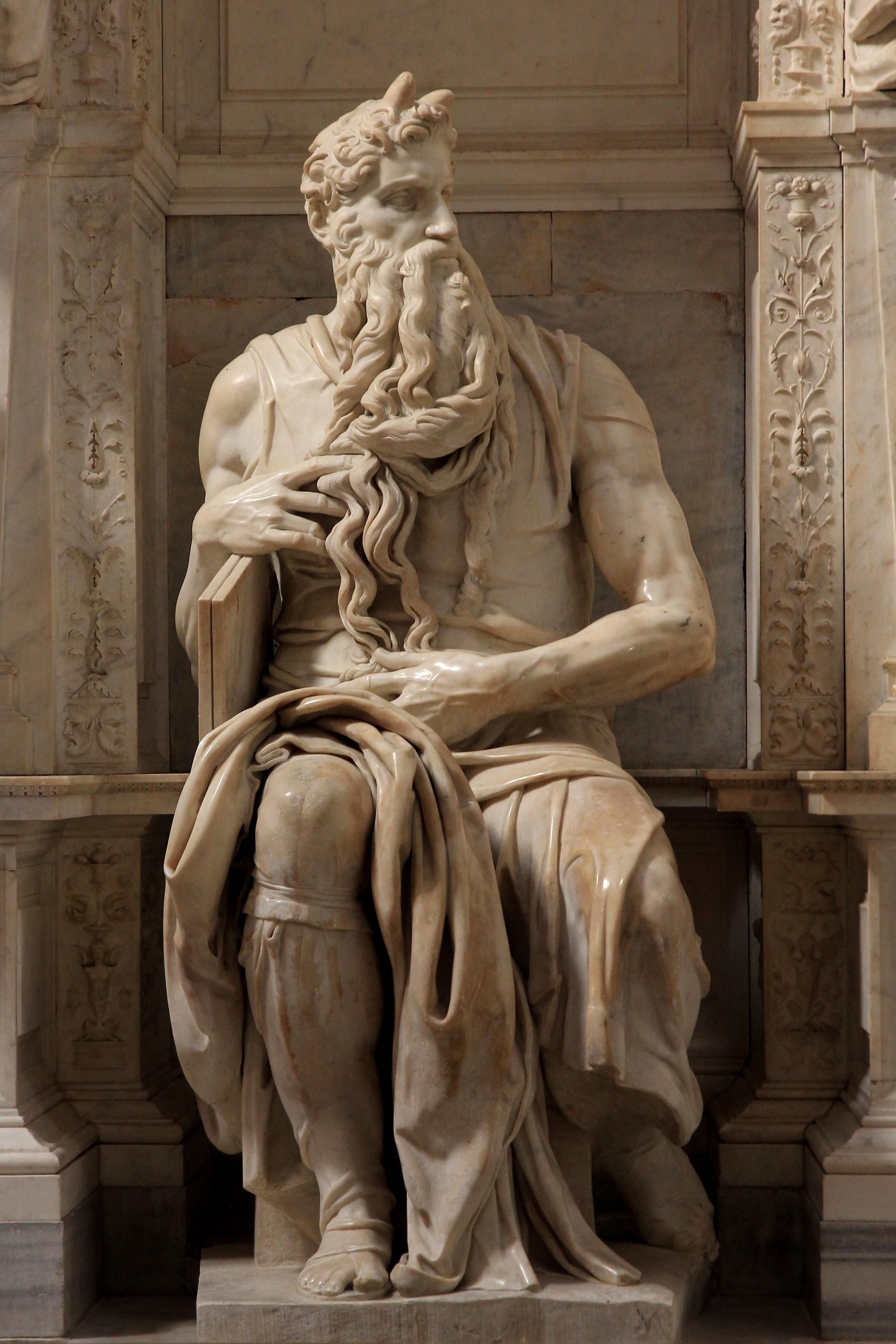
Moisés.

Tumba de Julio II es la denominación historiográfica de un conjunto escultórico y arquitectónico marmóreo que Miguel Ángel diseñó y rediseñó varias veces para el monumento funerario del papa Julio II, su principal mecenas.
La obra se encargó en 1505 y quedó en el estado definitivo en 1545, en una escala mucho más reducida que la prevista en el proyecto inicial. Originalmente se iba a ubicar en la basílica de San Pedro del Vaticano, el lugar de enterramiento de los papas; pero finalmente, tras la muerte del papa, se instaló como cenotafio (es decir, sin alojar el cuerpo del difunto) en San Pietro in Vincoli en el Esquilino, iglesia protegida por la familia della Rovere, de la que procedía Julio II, y de la que había sido cardenal titular. Ambos templos se encuentran en la ciudad de Roma, sede del papado y en esa época (especialmente turbulenta -Reforma protestante, Guerras de Italia, Saco de Roma-) también capital de los Estados Pontificios.
En el primer proyecto la tumba se diseñó como una estructura colosal, con espacio suficiente para que Miguel Ángel alojara sus enérgicas y trágicas figuras (terribilità) a una escala sobrehumana. Habría supuesto levantar una mole piramidal de tres cuerpos, inspirada en el Mausoleo de Halicarnaso (vinculando simbólicamente la Antigüedad greco-romana con la Cristiandad), de 7 metros de altura y once metros de base, con más de cuarenta figuras de mármol y varios relieves de bronce, dentro de la cual habría una cámara funeraria oval a la que se accedería por un acceso similar a la "puerta del Hades" del arte funerario romano). Para la ejecución se preveía la descomunal suma de diez mil ducados y un plazo de cinco años; Miguel Ángel tuvo que abandonar los trabajos que tenía en curso, y romper otros contratos.
La obra significó para el artista una de sus mayores frustraciones vitales: el papa, sin explicar los motivos, interrumpió el encargo, posiblemente a causa de la escasez de fondos para su ambicioso programa artístico, que en ese momento tuvieron que emplearse en la reedificación de San Pedro, a cargo de Donato Bramante. Tras la muerte del papa, en 1513, el proyecto tuvo que replantearse como un monumento adosado a la pared, reduciendo sus dimensiones en sucesivos contratos, quedando un número muy inferior a las figuras originalmente planificadas (menos de un tercio).
Del conjunto escultórico, la pieza más famosa es el Moisés, que se completó durante una de las esporádicas reanudaciones de los trabajos, en 1513. Es fama que, sintiendo que era una de sus obras con más vida, Miguel Ángel golpeó con su martillo la rodilla derecha de la imagen, gritando: "¡ahora, habla!". Lo cierto es que puede verse un desperfecto en ese lugar.

Reconstrucciones del proyecto
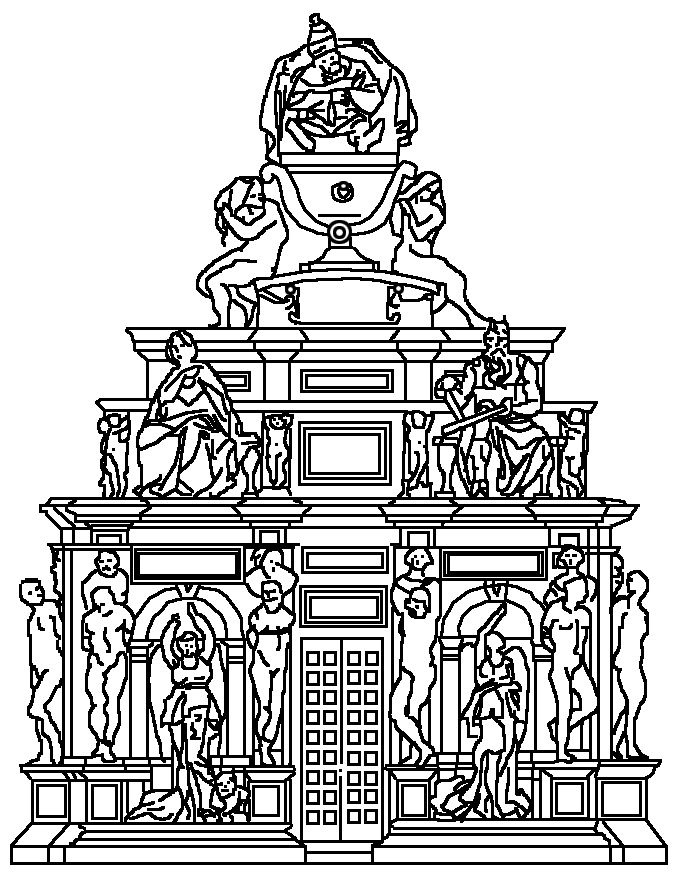
Proyecto original de 1505, una tumba exenta, según Franco Russoli, 1952.
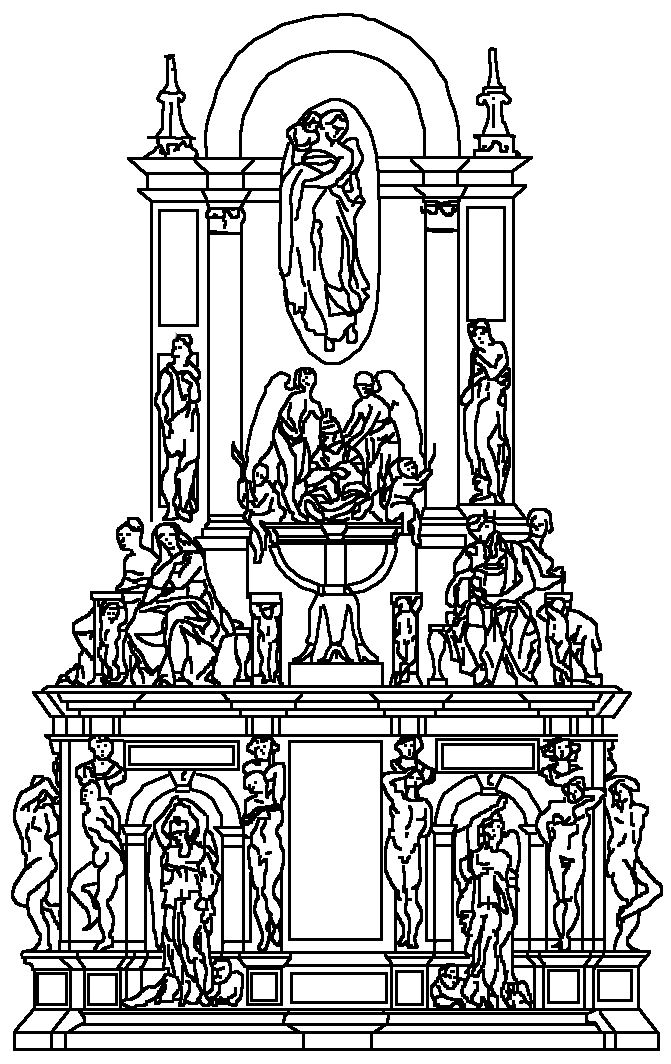
Proyecto de 1513, según dibujo contemporáneo de Jacomo Rocchetti conservado en el Kupferstichkabinett.
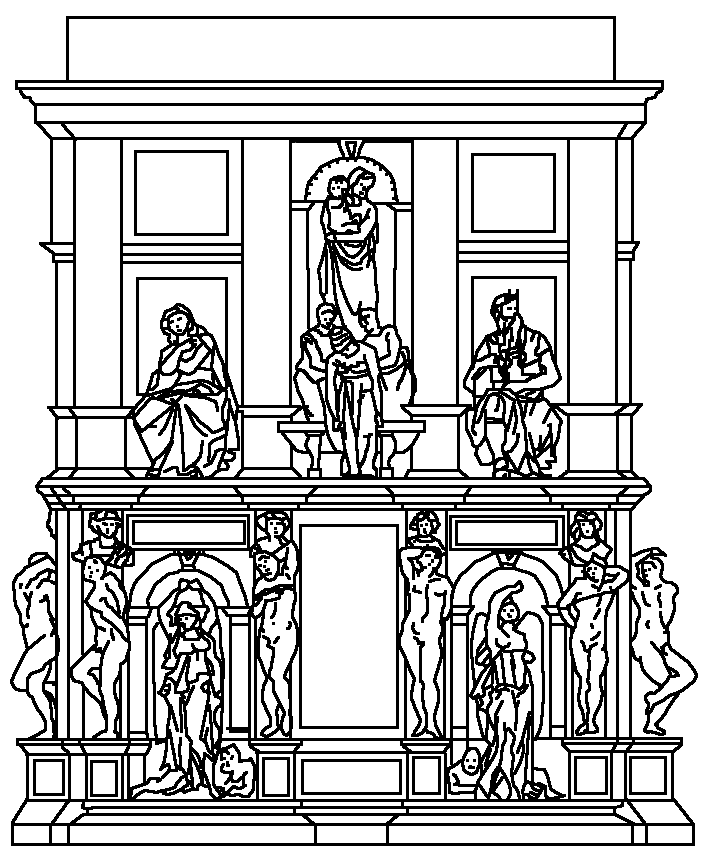
Proyecto de 1516
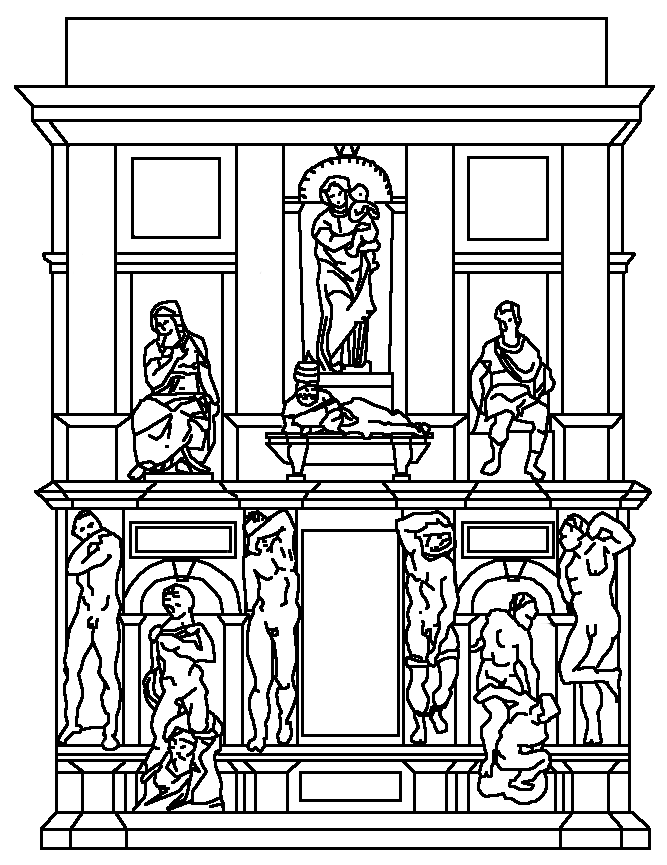
Proyecto de 1532

## Cronología
- 1505 – Tras recibir el encargo papal, para el que probablemente fue recomendado por Giuliano da Sangallo, Miguel Ángel pasa seis meses escogiendo bloques de mármol en las canteras de Carrara.
- 1506 – Agotados los fondos disponibles, vuelve a Roma, donde es despedido con malos modos por Julio II. El artista se traslada a Florencia hasta que el papa le ordena volver con amenazas, que extiende a la propia ciudad.
- 1508 – Corren rumores de que Bramante y Rafael, celosos de Miguel Ángel, son los que han convencido al papa de que construir en vida la propia tumba trae mala suerte, y que el escultor haría mejor en dedicarse a pintar la bóveda de la Capilla Sixtina (presuntamente, esperando que tal encargo excediera su competencia y le pusiera en ridículo).
- 1512 – Tras terminar los frescos, Miguel Ángel retoma la obra de la tumba. Entre 1512 y 1513 completa el Esclavo moribundo, el Esclavo rebelde[7] y el Moisés (sólo esta figura se utilizó en el diseño final; los Esclavos se desecharon, y actualmente se conservan en el Museo del Louvre).[8]
- 1513 – En febrero muere el papa Julio II. En un nuevo contrato, de fecha 6 de mayo, se especifica que la tumba ha de construirse adosada a una pared, en vez de como monumento exento. El 9 de julio Miguel Ángel contrata al cantero Antonio del Ponte a Sieve para ejecutar los elementos arquitectónicos del cuerpo inferior, que se incluyeron más tarde en el diseño definitivo.[9] En el  Kupferstichkabinett[10] de Berlín se conserva un croquis de gran tamaño, en mal estado, atribuido al propio Miguel Ángel, que muestra esta fase intermedia del proyecto, junto con un facsímil más legible de mano de uno de sus discípulos, Jacomo Rocchetti. También hay un dibujo de la época en el Metropolitan Museum of Art de Nueva York.[11] A pesar de la radical modificación, el proyecto es incluso más ambicioso en términos de complejidad iconográfica,[12] aunque de menores dimensiones (hay discrepancias entre el contrato principal y los subcontratos, 20 x 14 palmos o 30 x 17 palmos).[13]
- 1516 – Se realiza un nuevo contrato entre Miguel Ángel y los familiares de Julio II, quienes exigen que las obras se completen.
- Década de 1520 – Se talla El Genio de la Victoria[14] (que no se incluyó en el diseño final, actualmente conservado en el Palazzo Vecchio de Florencia) mientras que otras figuras quedan iniciadas pero no llegan a terminarse, como varios Esclavos conservados en la Accademia de Florencia.
- 1532 – Se realiza un nuevo contrato, que vuelve a rediseñar la tumba, también con un diseño parietal.
- 1542 – Tras negociar los detalles finales con un familiar de Julio II, Miguel Ángel comienza el montaje de la tumba.
- 1545 – La obra se completa e instala en San Pietro in Vincoli; incluye el Moisés y otras figuras, algunas de las cuales se atribuyen casi totalmente a la mano de Miguel Ángel (Lea[15] y Raquel[16] en el nivel inferior), probablemente finalizadas por sus discípulos; mientras que las del nivel superior (alegorías de la vida activa y contemplativa) no se consideran de su mano, sino de las de aquellos (Giovanni di Marchesi y Francesco d'Urbino -elementos arquitectónicos del plano superior-, Raffaello da Montelupo -la Virgen con el Niño, el Profeta y la Sibila, esbozados por Miguel Ángel en 1537 y completados por Domenico Fancelli-, Tommaso Boscoli -figura del Papa-, Donato Benti y Jacopo del Duca).[17]

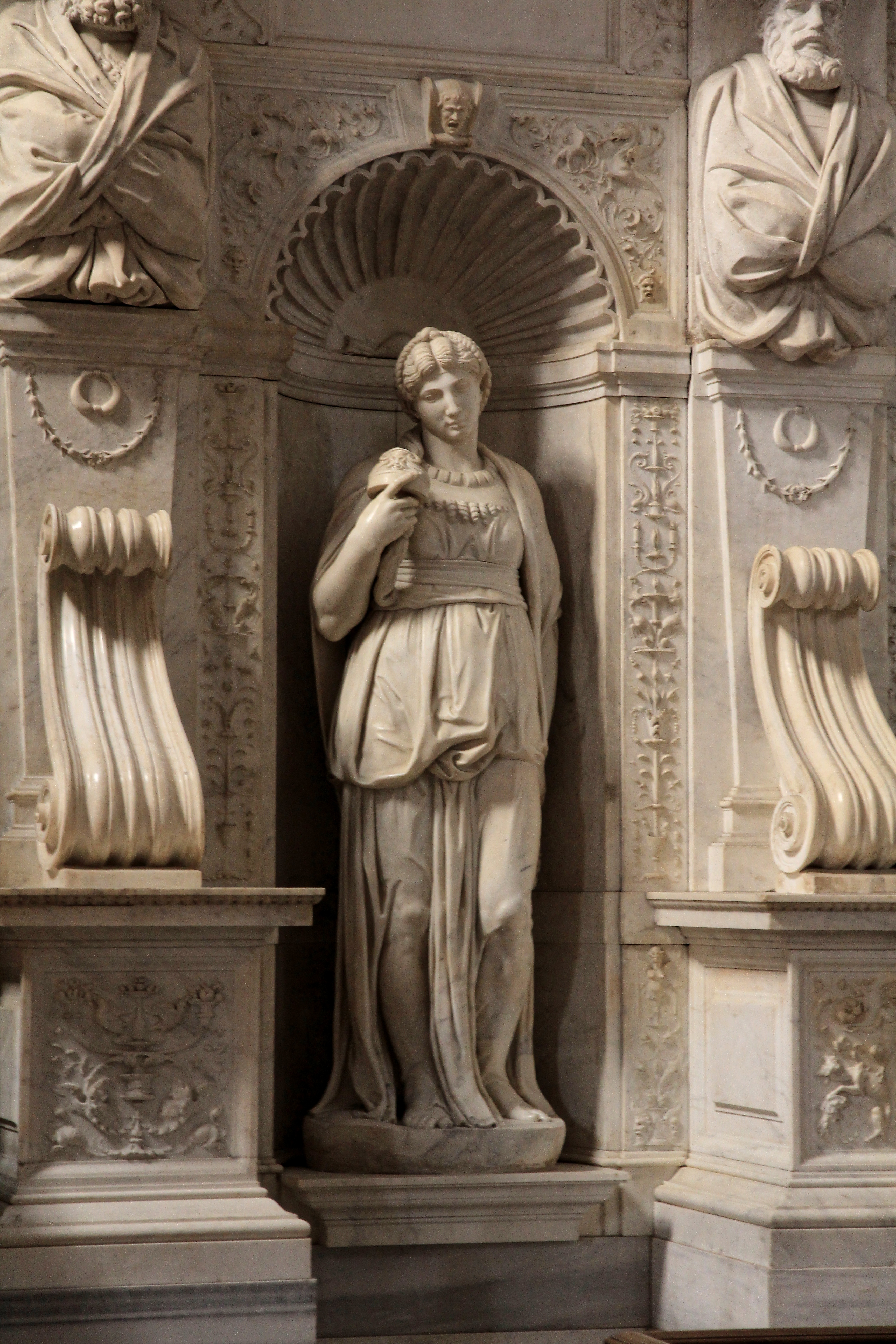
Lea
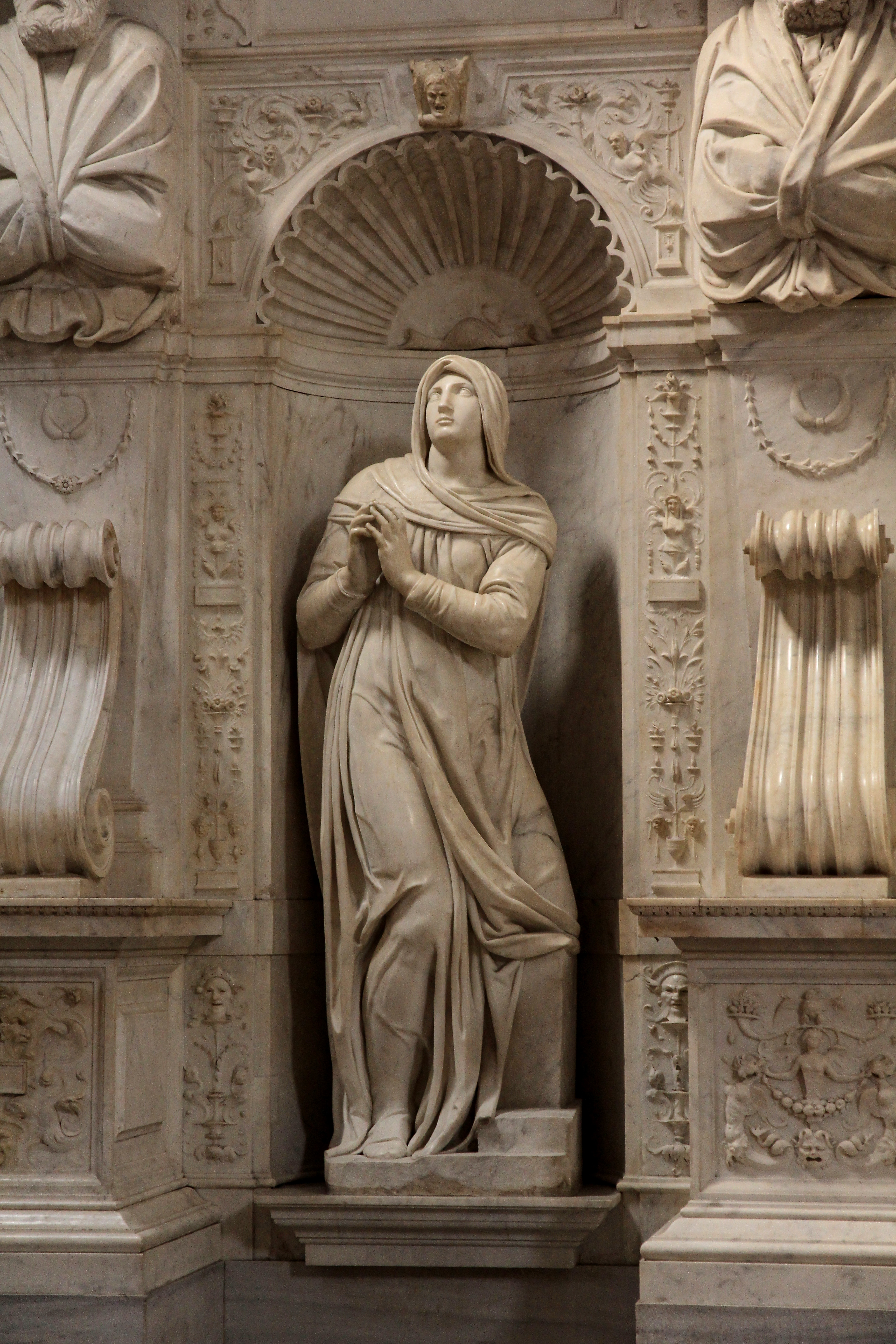
Raquel
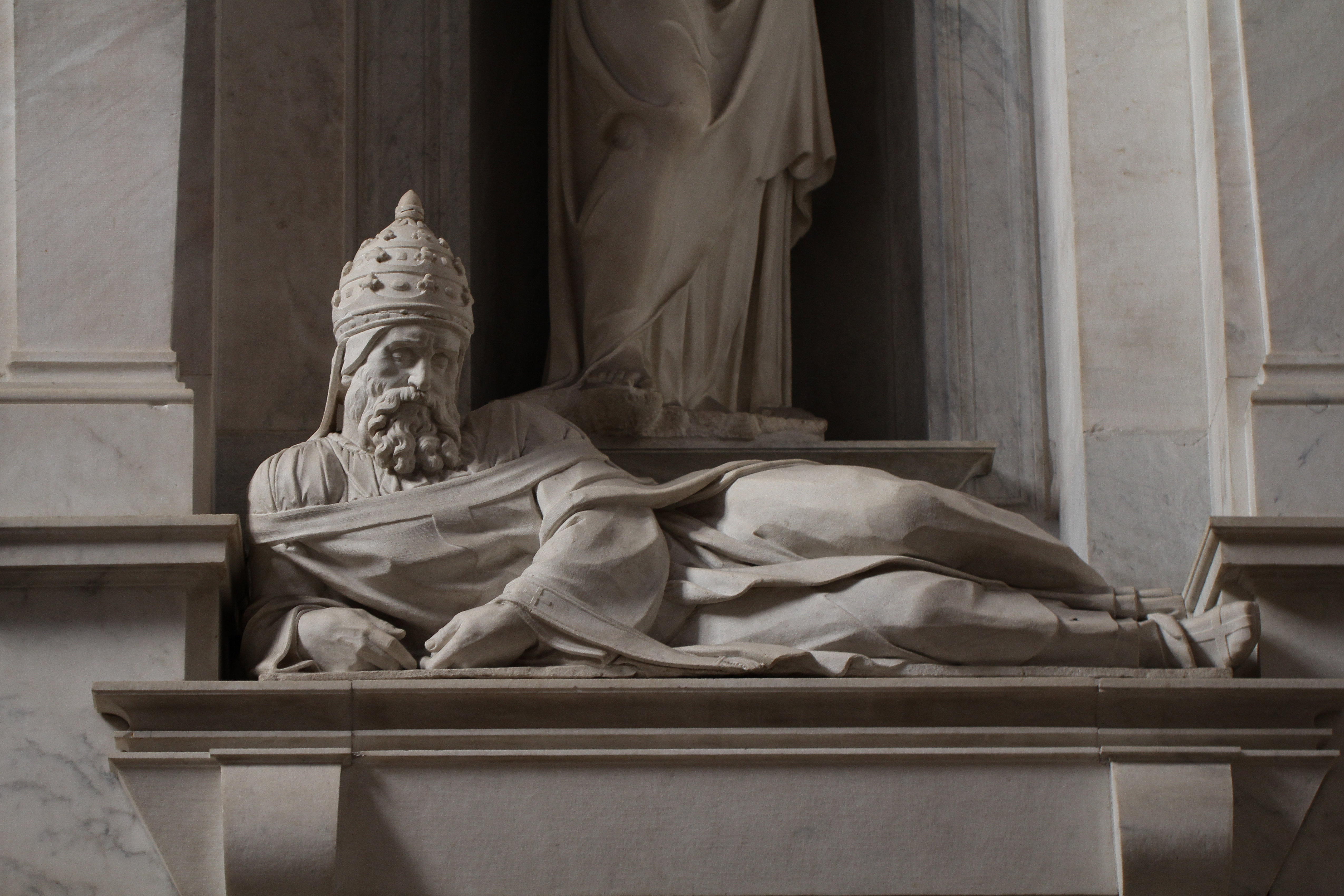
Julio II

## Figuras desechadas

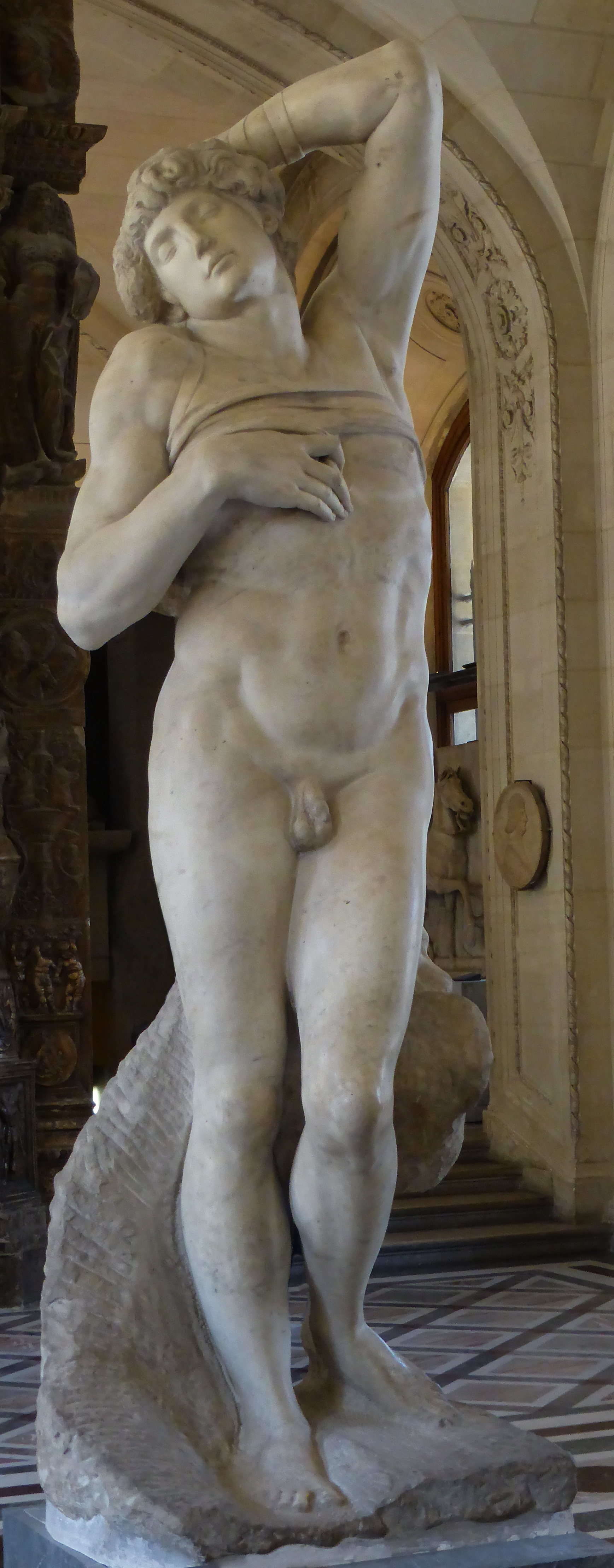
Esclavo moribundo
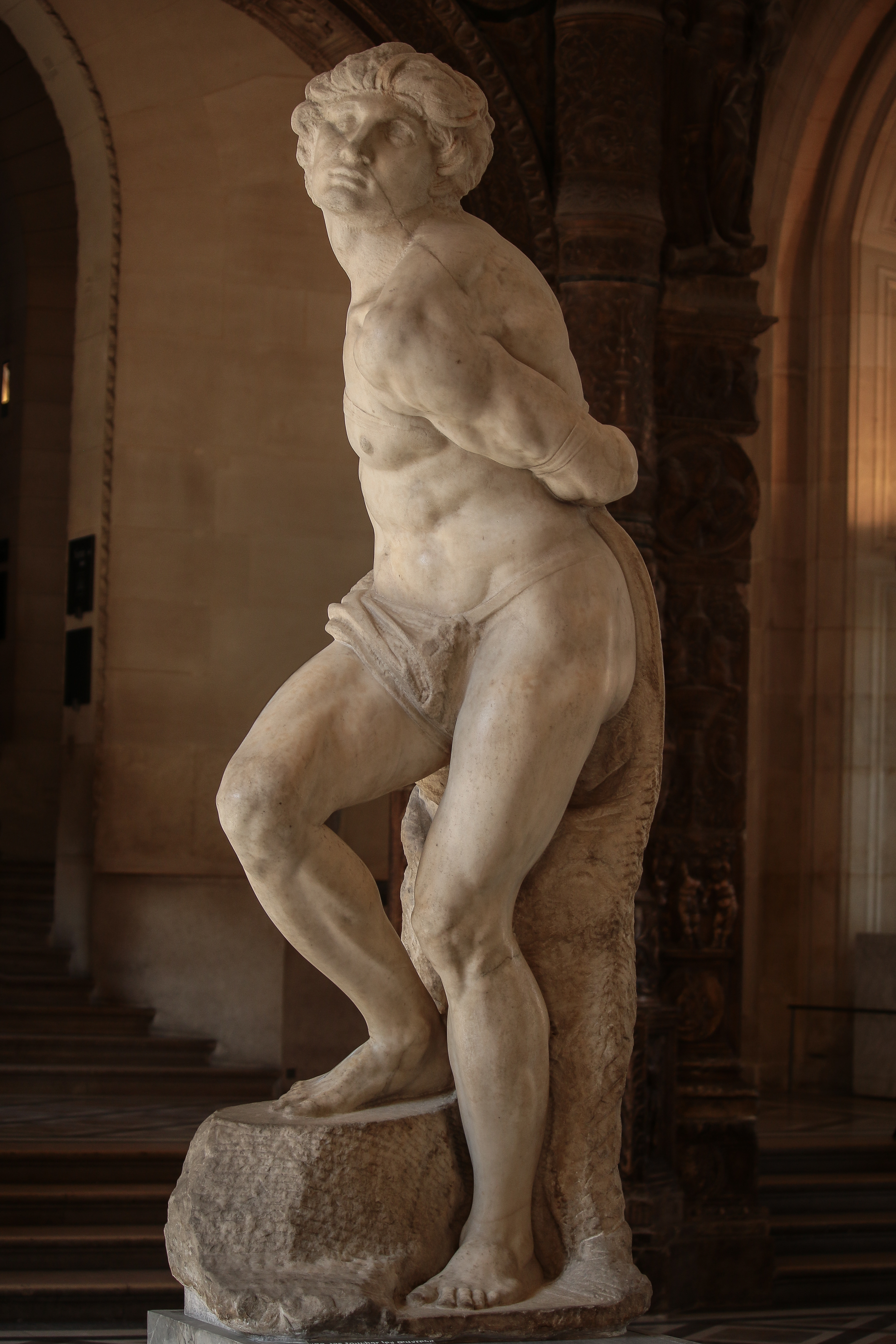
Esclavo rebelde
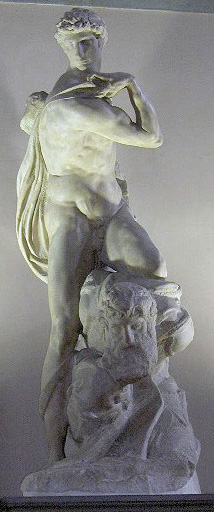
Genio de la Victoria (1527–1530)
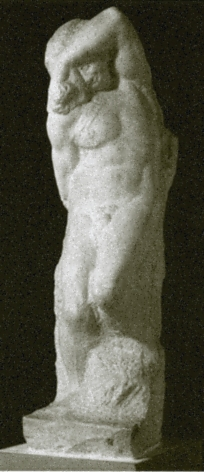
Esclavo joven
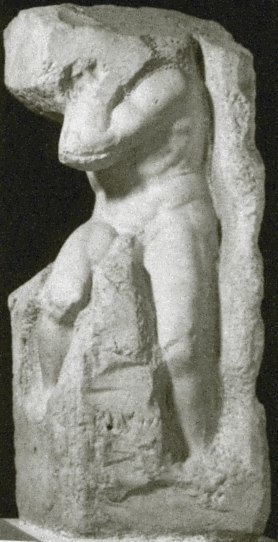
Esclavo atlante
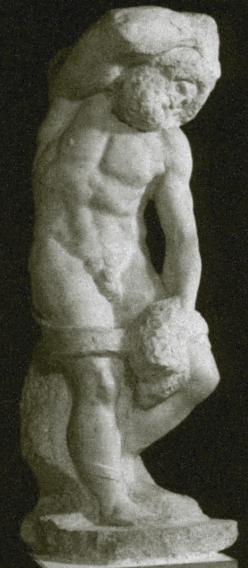
Esclavo barbudo
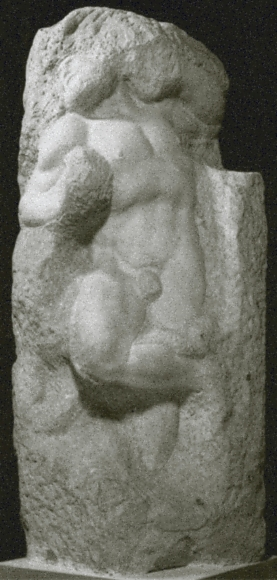
Esclavo despertándose